# Neoanalthes
Neoanalthes is een geslacht van vlinders van de familie van de grasmotten (Crambidae), uit de onderfamilie van de Spilomelinae. De wetenschappelijke naam van dit geslacht is voor het eerst gepubliceerd in 1993 door Hiroshi Yamanaka en Valentina A. Kirpichnikova. De beschrijving van dit geslacht was gebaseerd op de destijds bestaande soort Pilocrocis contortalis Hampson, 1900. Yamanaka & Kirpichnikova waren van mening dat deze soort niet tot het geslacht Pilocrocis behoorde, maar tot een op dat moment nog onbekend geslacht. Zij beschreven daarom dit geslacht op basis van de kenmerken van Pilocrocis contortalis Zodoende wordt deze soort als de typesoort van dit geslacht beschouwd.

## Soorten
- N. abludens Du & Li, 2008
- N. contortalis (Hampson, 1900)
- N. guangxiensis Du & Li, 2008
- N. nebulalis Yamanaka & Kirpichnikova, 1993
- N. pseudocontortalis Yamanaka & Kirpichnikova, 1993
- N. undatalis Du & Li, 2008
- N. variabilis Du & Li, 2008
- N. wangi Du & Li, 2008